# 贡山木姜子
贡山木姜子（学名：Litsea gongshanensis）为樟科木姜子属下的一个种。其种加词“gongshanensis”意为“云南贡山的”。